# Paleogeografía

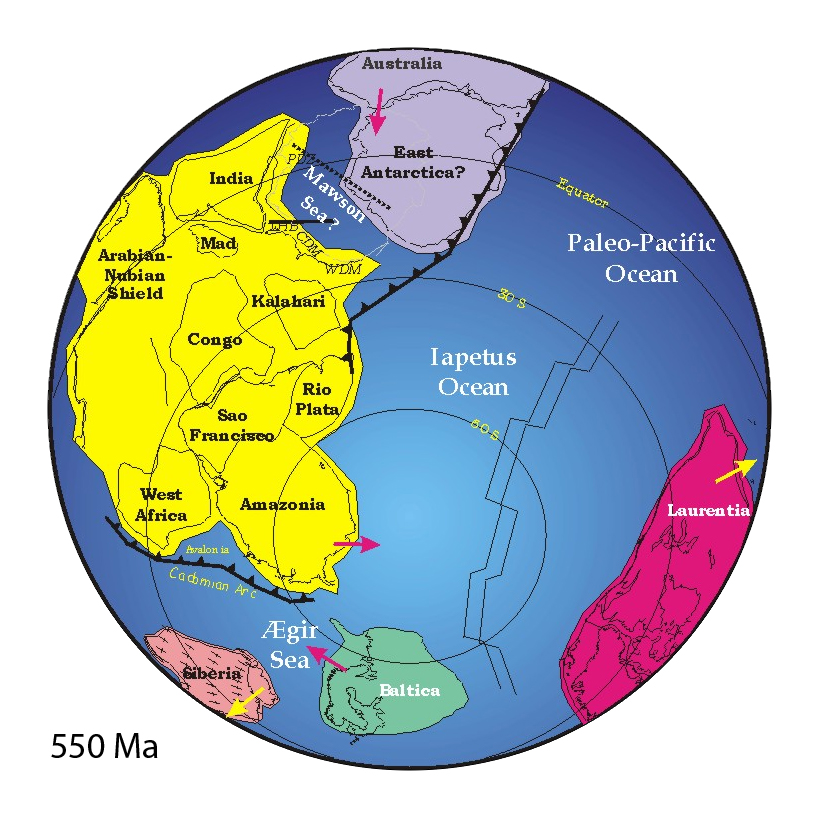
Paleogeografía de la Tierra a finales del Proterozoico, hace 550 millones de años.

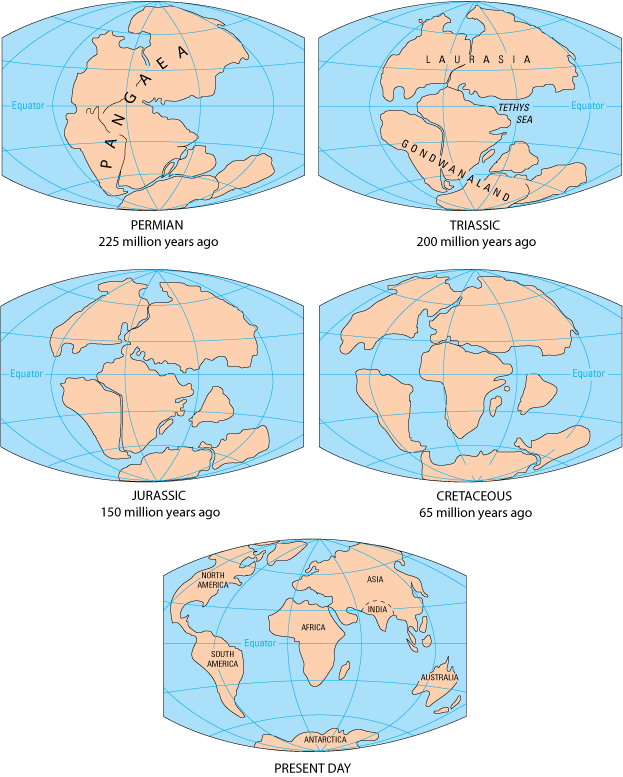
Evolución paleogeográfica global de los últimos 225 millones de años.

La Paleogeografía es el estudio que tiene como objetivo la reconstrucción de las condiciones geográficas existentes en la superficie terrestre a lo largo de los tiempos geológicos. Es el estudio de la geografía en tiempos pasados. Esta disciplina se aborda principalmente desde la geología histórica, y también desde la geografía. Las reconstrucciones paleogeográficas son posibles a partir de las evidencias que aportan otros campos de las ciencias de la Tierra: estratigrafía, indicadores paleoclimáticos, pedología, glaciología, paleomagnetismo, sedimentología, paleontología, tectónica, etc.
Predecir cambios en la dinámica y compleja superficie de la tierra no es una tarea simple. En la mayoría de casos, no existe un adecuado registro de información que permita inferir conclusiones aceptables. A esto se le suma el hecho de que gran parte de las formas presentes en la superficie han evolucionado en tiempos geológicos (millones de años), muchas veces producto de condiciones geográficas bastante diferentes a las actuales. Esta dimensión histórica es una componente muy importante en el análisis de formas relictas y es sujeto de estudio de la paleogeografía. Basándose en la premisa del uniformismo que implica que los procesos contemporáneos pueden usarse para inferir los procesos en el pasado, y con el soporte evidencial de la estratigrafía y precisas técnicas de fechado, este enfoque de la geografía es de primordial importancia para situar en contexto muchos procesos y accidentes geográficos actuales.

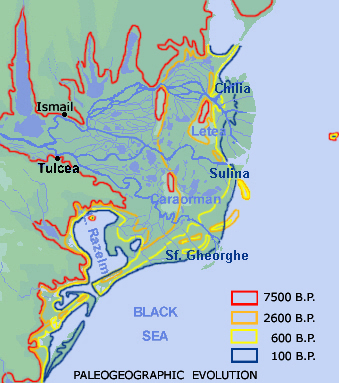
Detalle de las variaciones del delta del Danubio en los últimos 7500 años.

Los estudios paleogeográficos están basados en evidencias científicas de todo tipo, como son accidentes geográficos relictos, paleosuelos, análisis de las rocas sedimentarias, fósiles, entre otros que permiten reconstruir la paleogeografía de un determinado intervalo temporal conociendo con ello el tipo de clima, la conformación del relieve, el tipo de régimen hídrico, las clases de suelos existentes en la época, la distribución de las tierras emergidas, de los hielos, de los mares epicontinentales, de las cuencas oceánicas, deducir qué zonas estaban sumergidas y en qué época lo estaban, e incluso modelar la evolución paleogeográfica de un lugar, paisaje o región determinada, permitiendo con ello comprender la existencia de importantes rasgos en el paisaje que no se explican con la dinámica geográfica actual.
Los sistemas de análisis desarrollados por las ciencias físico-químicas son ampliamente utilizados por la paleogeografía entre ellos se pueden mencionar las series de datación basadas en la desintegración radiactiva de varios isótopos, los cambios en el paleomagnetismo o el análisis químico de los elementos contenidos en muestras de tierra o de hielo.
El ámbito temporal de la paleogeografía abarca desde el inicio de formación de la tierra en la era arcaica hasta las últimas variaciones geográficas importantes que se hayan dado en un paisaje a nivel local a durante el Holoceno.
Se consideran ramas de la paleogeografía especialidades como la paleoclimatología, la paleobiogeografía, la paleopedología y la paleohidrología. Son utilizados metodológicamente elementos de ciencias geológicas como la estratigrafía, paleontología,  y sedimentología, pero también de ciencias biológicas como la botánica y la palinología. Obviamente, también entra dentro del ámbito paleogeográfico el estudio de los mares y océanos, tanto en la superficie líquida como en los fondos y la composición de la atmósfera.
Los conocimientos extraídos del conocimiento de la paleogeografía se utilizan en las prospecciones mineras y arqueológicas. Además, permiten hacer predicciones sobre los movimientos futuros de los continentes.

## Algunas teorías básicas de la Paleogeografía
- Movimiento de subida y bajada del nivel del mar o eustatismo: Es un movimiento en una escala de tiempo mucho más rápida que la anterior que no provoca un desplazamiento lateral. Muy a menudo se debe al fenómeno de la formación y fusión de un glaciar de grandes dimensiones como los inlandsis. En el nivel del mar ha habido variaciones de hasta 100 metros que han hecho que en varias épocas algunas islas y continentes separados hayan quedado unidos con importantes consecuencias biológicas que han permitido el paso de plantas y animales incluido el hombre, con el caso más emblemático del Estrecho de Bering que formó un amplio territorio de tierra firme (llamado Beringia) entre el norte de América y Alaska.

- Ciclo geográfico: Fue propuesto por William Morris Davis a finales del siglo XIX y explica la evolución de la superficie terrestre a escala local o regional a través del tiempo. Las montañas y demás accidentes geográficos están modelados por la influencia de una serie de factores que se manifiestan en el ciclo geográfico. Éste comienza con el levantamiento del relieve por procesos geológicos (fallas, vulcanismo, solevantamiento tectónico, etc.). Los ríos y el escurrimiento superficial comienzan a crear los valles de forma de V entre las montañas (la etapa llamada "juventud"). Durante esta primera etapa, el relieve es más escarpado y la más irregular. En un cierto plazo, las corrientes pueden tallar valles más anchos ("madurez") y después comenzar a serpentear, sobresaliendo solamente suaves colinas ("senectud"). Finalmente, todo llega a lo que es un llano plano, llano en la elevación más baja posible (llamado el "nivel de base") Este llano fue llamado por Davis "peneplanicie" que significa "casi un llano" (dado que un llano es realmente una superficie totalmente plana). Luego por fuerzas geológicas el paisaje experimenta solevantamiento, proceso que se conoce como "rejuvenecimiento", así hay otro levantamiento de montañas y el ciclo geográfico vuelve a comenzar. Es necesario aclarar que el rejuvenecimiento puede ocurrir en cualquier momento del ciclo, incluso en la juventud, como ocurre en las zonas de fuerte actividad tectónica, o también el paisaje puede permanecer por millones de años en senectud, como ocurre en zonas pasivas como existen en Australia o África.

- Movimiento de las placas de la litosfera o Deriva continental: Fue propuesta por Alfred Wegener a principios del siglo XX y se trata de un movimiento de tipo tectónico que es producido por fuerzas endógenas del planeta Tierra. Según esta teoría, la geografía del planeta Tierra estaba dominada hace millones de años por un único continente Pangea que progresivamente se ha ido disgregando en los continentes actuales. La deriva continental se está produciendo actualmente y separa unos pocos centímetros cada año Europa de América.